# 히루딘
히루딘(영어: hirudin)은 일반적으로 거머리나 모기의 침샘에서 분비되는 활성물질이다. 혈액 응고를 억제하며, 피부 내로 들어가면 인체에서 분비하는 히스타민과 반응하여 가려움을 느끼게 한다.

## 개요
거머리는 수천년 동안 전신혈액제거를 위해 사용되어 왔다. 히루딘은 피부이식 후 국소 혈액축적이나 국소 혈액응고를 제거하는 데 쓰이며, 최근에는 정맥혈전증의 예방 및 치료 등 전신적인 혈액응고 방지를 위해 시도되고 있다. 대표적인 혈액응고 방지제인 헤파린(heparin)보다 30여 년 전에 발견되었으며, 현재는 유전자 재조합에 의해 대량생산이 가능하다.
천연 히루딘은 65개의 아미노산으로 구성되어 있으며, 분자량은 7kD 정도이다. 히루딘의 작용은 혈액응고과정에서 중요한 역할을 하는 트롬빈(thrombin)을 선택적으로 억제하여 신속하게 혈액응고를 억제한다. 또한 전신성 혈관내 응고(disseminated intravascular coagulation)와 혈전생성을 억제하며 투여 후 출혈빈도는 헤파린보다 적게 나타난다.
등전점은 pH 4.0이며, 물 · 생리적 식염수 · 피리딘 등에는 녹기 쉽지만 알코올 · 에테르 · 아세톤 등에는 녹기 어렵다. 또한 트롬빈활성을 저해하기 때문에 혈액응고를 저지하는 작용이 있는데 거머리가 섭취한 혈액이 응고되지 않는 것은 그 때문이다. 또 모기와 같은 흡혈곤충의 침샘이나 뱀장어 지느러미 등에 기생하는 다모류 Ichthyotomus의 구강에 개구하는 haemophilous gland 외에도 이와 유사한 물질이 존재한다.